# 細矢仁
細矢 仁（ほそや じん、1968年（昭和43年） - ）は、日本の建築家。写真家。
滋賀県出身。一級建築士。

## 概要
1968年（昭和42年）、滋賀県に生まれる。1987年（昭和62年）、滋賀県立彦根東高等学校を卒業し、東京理科大学工学部に入学した。
1993年（平成5年）、東京理科大学工学部第一部建築学科を卒業。2年後の1995年（平成7年）には東京理科大学大学院工学研究科建築学専攻修士課程を修了。同年から2000年（平成12年）まで、妹島和世建築設計事務所に勤務した。
2002年（平成14年）にフリーの写真家としての活動を始め、翌年2003年（平成15年）には細矢仁建築設計事務所および細矢仁写真事務所を設立した。

## 教職
- 2003-2008年（平成15-20年） - 東京理科大学非常勤講師
- 2006年- - 武蔵野美術大学非常勤講師

## 代表作品
- 2008年（平成20年） - 沖縄小児保健センター(沖縄県南風原町)

## 受賞歴
- 2009年（平成21年） - 第3回キッズデザインアワード建築・空間デザイン部門賞キッズデザイン協議会会長賞（沖縄小児保健センター）
- 2010年（平成22年） - 第8回環境・設備デザイン賞第II部門：建築・設備統合デザイン部門入賞
- 2010年 - 第5回こども環境学会こども環境デザイン賞デザイン奨励賞